# Якир, Пётр Ионович
Пётр Ио́нович Яки́р (20 января 1923, Киев — 14 ноября 1982, Москва) — советский историк, участник правозащитного движения.

## Биография
Родители — видный советский военачальник Иона Эммануилович Якир и Сарра Лазаревна Якир (урождённая Ортенберг, 1900—1971).
После казни И. Э. Якира в 1937 году по обвинению в участии в «военно-фашистском, антисоветском заговоре» его жену с сыном выслали в Астрахань. Здесь Петра арестовали по обвинению в «организации конной банды» и Особое совещание при НКВД СССР приговорило его к 5 годам заключения как «социально-опасного элемента». Его заключили в колонию для малолетних преступников, где он пробыл до 1942 года. Часть срока Якир провёл в колонии в г. Нижняя Тура Свердловской области.
Затем был призван в армию, как знающий немецкий язык направлен во фронтовую разведку, участник Великой Отечественной войны.
В 1944 году Якира опять арестовали и 10 февраля 1945 года приговорили к 8 годам заключения по обвинению в контрреволюционной пропаганде и разглашении государственной тайны. Срок отбывал в Каргопольлаге (1945—1948), в Воркутлаге (1948—1953) и в Красноярском крае. Освободившись в 1953 году, ещё два года проработал в местном леспромхозе. В 1955 году реабилитирован и поселился в Москве.
С наступлением «Хрущёвской оттепели» для Петра Якира открылись новые возможности. В 1957 году принят в Московский историко-архивный институт. Окончив вуз в 1962 году, поступил на работу в Институт истории АН СССР, учился там же в аспирантуре, работал над диссертацией, посвящённой Красной Армии, принимал участие в составлении сборника «Командарм Якир» (1963), в котором опубликовал свои детские воспоминания об отце.
Начиная с 1966 года Якир совместно с другими диссидентами выступил с резкой критикой курса брежневского партийного руководства на постепенное сворачивание десталинизации и отход от демократических норм общественной и политической жизни. Осенью этого года он подписал петицию в Верховный Совет РСФСР, в которой выражался протест против изменений законодательства, ограничивающих свободу слова и собраний. В 1967 году стал одним из авторов письма в ЦК КПСС против реабилитации Сталина. В январе 1968 года Пётр Якир, Юлий Ким и Илья Габай подписали обращение «К деятелям науки, культуры, искусства» с протестом против ресталинизации и преследования инакомыслящих. В 1969—1972 годах на квартире Якира проводились встречи правозащитников.
В феврале 1969 года Якир написал «Письмо в ЦК КПСС и в редакцию журнала „Коммунист“», в котором обвинил Сталина в нарушениях советского уголовного законодательства. На 90-летие со дня рождения Сталина (21 декабря 1969 года) участвовал в демонстрации протеста на Красной площади.
20 мая 1969 года Пётр Якир и Виктор Красин создали Инициативную группу по защите прав человека в СССР, которая направила обращение в Комиссию по правам человека ООН.
В 1970 году Пётр Якир, Андрей Амальрик и Владимир Буковский дали интервью иностранному корреспонденту, которое было показано по американскому телевидению. Пётр Якир участвовал в подготовке выпусков «Хроники текущих событий».
В 1972 году в Лондоне вышла его книга воспоминаний «Детство в тюрьме». 14 января 1972 года у Якира был проведён обыск, в ходе которого были изъяты документы самиздата и правозащитные материалы.
После обсуждения в Политбюро ЦК КПСС, 21 июня 1972 года Якира арестовали. Виктор Красин также был арестован. Следствие по их делу длилось 14 месяцев, причём и Якир, и Красин активно сотрудничали со следствием. По данным «Хроники текущих событий», Якир и Красин дали показания против более чем двухсот человек. Диссиденты Андрей Дубров и Адель Найденович написали самиздатские статьи «Очная ставка с Петром Якиром» и «Последние вести о Петре Якире», в которых описываются очные ставки в декабре 1972 с предателем Якиром, давшим на них показания в «антисоветской деятельности». Впоследствии Якир и Красин объяснили свое предательство тем, что якобы пытались избежать расстрела по ст. 64 УК РСФСР («измена Родине»). 27 августа — 1 сентября 1973 года в Москве состоялся суд, на котором оба подсудимых признали себя виновными в антисоветской агитации и заявили о своём раскаянии. Их приговорили к 3 годам заключения и 3 годам ссылки каждого. 5 сентября 1973 года Якир и Красин публично каялись на пресс-конференции, на которой присутствовали иностранные журналисты; фрагменты пресс-конференции были показаны по телевидению.
28 сентября 1973 года Верховный суд РСФСР снизил Якиру и Красину сроки лишения свободы до уже отбытых, и Якир был сослан в Рязань.
В 1974 году Указом Президиума Верховного Совета Якиру разрешили возвратиться в Москву, после чего он более не участвовал в общественной деятельности.
В своих мемуарах «58 с половиной, или Записки лагерного придурка» Валерий Фрид указывает на активное сотрудничество Петра Якира с НКВД. Об этом также вспоминал Д. В. Затонский.
По свидетельству его дочери Ирины в интервью голландской газете NRC от 4 июля 1992 года, озаглавленном «Дело Петра Якира», после освобождения «он начал ещё больше пить и умер девять лет назад. Его печень была полностью разрушена». Зять Якира Ю. Ким подтвердил, что Якир умер от алкоголизма: «Он тихо спивался и спился, и скончался от благородной болезни — цирроза печени — в ноябре 1982 года».
Похоронен рядом с могилой матери и кенотафом отца на Введенском кладбище (29 уч.).
В 2018 году Верховный суд РФ оправдал Якира по делу 1945 года ввиду отсутствия состава преступления.

## Родственники
- Муж дочери, Ирины Петровны Якир (1948—1999), — автор-исполнитель Юлий Черсанович Ким.
- Муж сестры матери, Эмилии Лазаревны Ортенберг (1888—1937), — комкор Илья Иванович Гарькавый.